# Терешковка (Черниговская область)
Тере́шковка (укр. Терешківка) — село в Нежинском районе Черниговской области Украины. Население 369 человек. Занимает площадь 2,02 км².
Код КОАТУУ: 7423389201. Почтовый индекс: 16674. Телефонный код: +380 4631.

## Власть
Орган местного самоуправления — Терешковский сельский совет. Почтовый адрес: 16674, Черниговская обл., Нежинский р-н, с. Терешковка, ул. Ленина, 1.